# Ростопчина, Евдокия Петровна
Графиня Евдоки́я Петро́вна Ростопчина́, урождённая Сушко́ва (23 декабря 1811 [4 января 1812], Москва — 3 [15] декабря 1858, там же) — русская поэтесса, переводчица, драматург и прозаик, хозяйка литературного салона.

## Биография
Дочь действительного статского советника Петра Васильевича Сушкова (1783—1855) от брака его с Дарьей Ивановной Пашковой (1790—1817). Двоюродная сестра Е. А. Сушковой и П. В. Долгорукова.
Потеряв в возрасте шести лет мать, Евдокия Сушкова, вместе с двумя младшими братьями, росла в Москве в богатой семье своего деда, отца матери, Ивана Александровича Пашкова (одного из наследников мясниковских миллионов). Девочка много читала и изучила немецкий, французский, итальянский и английский языки. В 1831 году П. А. Вяземский, друг дома, опубликовал в альманахе «Северные цветы» её первое стихотворение «Талисман» с подписью Д-а.
С двадцати двух лет, чтобы избавиться от домашнего гнёта, Евдокия решилась принять предложение молодого и богатого графа Андрея Фёдоровича Ростопчина (1813—1892), сына бывшего московского главнокомандующего. Венчание было 26 мая 1833 года в Москве в Веденской церкви на Стретенке. Молодые супруги жили весело и открыто в своём доме на Лубянке. По собственному признанию, Ростопчина была, однако, очень несчастна с грубым и циничным мужем и стала искать развлечений в свете, была окружена толпою поклонников, к которым относилась далеко не жестоко. Рассеянная светская жизнь, прерываемая частыми и продолжительными путешествиями по России и за границу, не мешала Ростопчиной с увлечением предаваться литературным занятиям.
В 1836 году семья переехала в Петербург и была вхожа в высшее интеллектуальное общество столицы. Ростопчина начала подписывать свои публикации Р-а, а потом своим полным именем. В творчестве её поддерживали такие поэты, как Лермонтов, Пушкин, Жуковский. Ей посвящали свои стихотворения Огарев, Мей и Тютчев. Гостями её литературного салона бывали Жуковский, Вяземский, Гоголь, Мятлев, Плетнев, В. Ф. Одоевский и другие.
Ежегодно с 1832 по 1843 год лето и осень Ростопчина жила в принадлежавшем её мужу воронежском имении — селе Анне, где в 1837—1839 годах родились трое её детей: дочери Ольга и Лидия и сын Гектор. Два года (1838—1840) она жила в Анне безвыездно. Там были написаны многие известные её стихи.
Большую часть её лирики составляли стихи о неразделенной любви. В 1839 году издала книгу «Очерки большого света», которая была проигнорирована и читателями, и критикой. Хотя Ростопчина писала также повести и комедии, её проза не пользовалась особым успехом.
Графиня Ростопчина столько же была известна своей красотой, сколько умом и поэтическим дарованием. По словам современников, небольшого роста, изящно сложенная, она имела неправильные, но выразительные и красивые черты лица. Большие, тёмные и крайне близорукие её глаза «горели огнём». Речь её, страстная и увлекательная, лилась быстро и плавно. В свете она была предметом многих сплетен и злословия, к которым её светская жизнь нередко подавала повод. В то же время, обладая необычайной добротой, она много помогала бедным и всё, что получала от своих сочинений, отдавала князю Одоевскому для основанного им благотворительного общества.
Во время поездки за границу в 1845 году написала балладу «Насильный брак», в которой аллегорически осудила отношения России к Польше. В ответ на это произведение, «наделавшее много шума», поэт Павел Гвоздев написал четверостишие.
Вернувшись в 1847 году из заграничного путешествия, вконец разорённая мужем, графиня Ростопчина поселилась в Москве (Николай I запретил поэтессе появляться в столице) в доме своей свекрови Е. П. Ростопчиной, католички, которая, по-видимому, предпочла бы и внуков воспитывать в духе католицизма. Последние годы жизни Евдокии прошли в крайне тяжелой домашней обстановке и постоянной глухой борьбе со свекровью, беспощадно осуждавшей её светские увлечения и православное воспитание, даваемое ею детям.
Ростопчина продолжала писать стихи, пьесы, переводы, но интерес к её творчеству уже спадал. В последние годы своей жизни она высмеяла различные литературные движения в России, в итоге оказавшись в изоляции. Из Москвы она выезжала летом только в подмосковное имение Вороново. В 1852 году была опубликована повесть «Счастливая женщина». В 1857 году Огарёв написал Ростопчиной стихотворение.

Почти забытая публикой, после двух лет болезни, графиня Ростопчина умерла 3 декабря 1858 года. Была похоронена на старом Пятницком кладбище в Москве. Тайный советник П. Дурново записал в своем дневнике:
Графиня Ростопчина, молодая, умерла в Москве от рака желудка: она прославилась своими поэтическими произведениями и своей легкомысленной жизнью.
Додо Ростопчина — персонаж романа Михаила Казовского «Лермонтов и его женщины: украинка, черкешенка, шведка…».

## Дети
От брака с Андреем Фёдоровичем Ростопчиным у Евдокии Петровны было две дочери и сын:
- Ольга Андреевна (05.09.1837[8]—19.12.1916[9]), крещена 16 сентября 1837 года в Исаакиевском соборе, крестница И. В. Васильчикова и княгини А. Г. Белосельской-Белозерской. Замужем за графом Джузеппе Торнелли-Брузатти-ди-Вергано, дипломатом и итальянским посланником в Румынии, затем в Париже. В 1880-е годы была пожалована в кавалерственные дамы испанского Ордена Королевы Марии Луизы. Похоронена на кладбище Баньё в Париже.
- Лидия Андреевна (25.10.1838—1915), писательница, жила на скромную пенсию, получаемую от императора, последние годы провела в Париже.
- Гектор Андреевич (12.12.1839—09.08.1879), полковник, был женат на Марии Григорьевне фон Рейтлингер, имели двух сыновей: Бориса (р. 1874) и Виктора (р. 1878).

Многие источники утверждают, что от внебрачной связи с Андреем Николаевичем Карамзиным она имела двух дочерей. Они носили фамилию Андреевские и воспитывались в Швейцарии.
- Мария Андреевна Андреевская, была замужем за Петром Ивановичем Приклонским, помещиком Ардатовского уезда. Брак был неудачным. Оставив мужа, она уехала за границу, где вскоре умерла от чахотки.
- Ольга Андреевна Андреевская (Голохвастова) (1840—1897), писатель-драматург, автор ряда пьес психологического характера, две из них ставились на сцене Александринки. В 1863 году вышла замуж за писателя Павла Дмитриевича Голохвастова (1838—1892).

Кроме того, у Ростопчиной был внебрачный сын от Петра Павловича Альбединского (1826—1883):
- Ипполит Петрович Альбединский (1845—после 1917), носил фамилию Иванов, в 1864 году особым указом ему было дозволено принять фамилию воспитателя и пользоваться правами его состояния; гофмейстер двора, Минский вице-губернатор.